# Records de Namibie d'athlétisme
Les records de Namibie d'athlétisme sont les meilleures performances réalisées par des athlètes namibiens et homologuées par Athletics Namibia (AN).

## Plein air

### Hommes
| Épreuve              | Record | Athlète                                                                         | Date              | Compétition                             | Lieu           | Réf.   |
| -------------------- | --- | ------------------------------------------------------------------------------- | ----------------- | --------------------------------------- | -------------- | ------ |
| 100 m                | 9 s 86 (-0,4 m/s) | Frankie Fredericks                                                              | 3 juillet 1996    | Athletissima                            | Lausanne       |        |
| 200 m                | 19 s 68 (+0,4 m/s) (AR) | Frankie Fredericks                                                              | 1er août 1996     | Jeux olympiques                         | Atlanta        |        |
| 400 m                | 45 s 80 A | Mahmad Bock                                                                     | 30 avril 2022     |                                         | Gaborone       | [ 1 ]  |
| 800 m                | 1 min 46 s 62 | Daniel Nghipandulwa                                                             | 10 avril 2011     | Championnats d'Afrique du Sud           | Durban         | [ 2 ]  |
| 1 500 m              | 3 min 45 s 35 | Reinholdt Iita                                                                  | 5 juin 1998       |                                         | Kotka          |        |
| 3 000 m              | 8 min 13 s 86 | Ruben Indongo                                                                   | 9 juin 2004       |                                         | Saint-Maur     |        |
| 5 000 m              | 13 min 46 s 91 | Luketz Swartbooi                                                                | 12 mars 1994      |                                         | Fullerton      |        |
| 10 000 m             | 28 min 38 s 2 | Mynhardt Mbeumuna Kawanivi                                                      | 9 avril 2016      |                                         | Swakopmund     |        |
| Semi-marathon        | 1 h 01 min 10 s | Daniel Paulus                                                                   | 4 juin 2022       | Nelson Mandela Bay Half Marathon        | Port Elizabeth | [ 3 ]  |
| Marathon             | 2 h 08 min 40 s | Daniel Paulus                                                                   | 2 avril 2023      | Marathon de Daegu                       | Daegu          | [ 4 ]  |
| 110 m haies          | 14 s 12 | Flip Bredenhann                                                                 | 19 novembre 1980  |                                         | Sasolburg      |        |
| 400 m haies          | 49 s 05 | Willie Smith                                                                    | 16 mars 2001      |                                         | Roodepoort     |        |
| 400 m haies          | 49 s 05 | Willie Smith                                                                    | 5 avril 2002      |                                         | Germiston      |        |
| 3 000 m steeple      | 9 min 31 s 23 | Frank Tuihaleni Kayele                                                          | 19 juin 1992      |                                         | Windhoek       |        |
| Saut en hauteur      | 2,18 m | Max Schäfer                                                                     | 16 avril 1988     |                                         | Bloemfontein   |        |
| Saut à la perche     | 4,84 m | Johan Mostert                                                                   | 25 février 1984   |                                         | Windhoek       |        |
| Saut en longueur     | 8,27 m (+0,7 m/s) | Chenoult Lionel Coetzee                                                         | 15 avril 2023     | Championnats de Namibie                 | Windhoek       | [ 5 ]  |
| Triple saut          | 16,78 m A | Roger Haitengi                                                                  | 13 février 2016   | Nkwalu Invitational                     | Johannesburg   | [ 6 ]  |
| Lancer du poids      | 17,10 m | Derreck Wiggill                                                                 | 19 avril 1969     |                                         | Bloemfontein   |        |
| Lancer du disque     | 61,15 m | Ryan Williams                                                                   | 26 avril 2023     |                                         | Potchefstroom  | [ 7 ]  |
| Lancer du marteau    | 52,78 m | Walter Mostert                                                                  | 23 janvier 1982   |                                         | Windhoek       |        |
| Lancer du javelot    | 78,32 m | Strydom van der Wath                                                            | 8 mai 2015        | Championnats d'Afrique du Sud           | Potchefstroom  | [ 8 ]  |
| Décathlon            | 6 647 pts | Timon Dresselhaus                                                               | 15 mai 2021       | Championnats de la Southland Conference | Humble         | [ 9 ]  |
| Décathlon            | 11 s 36 (+0,7 m/s) (100 m), 6,36 m (-1,2 m/s) (longueur), 12,24 m (poids), 1,90 m (hauteur), 51 s 39 (400 m) / 15 s 09 (+0,1 m/s) (110 m haies), 40,09 m (disque), 4,00 m (perche), 41,24 m (javelot), 5 min 05 s 30 (1 500 m) |                                                                                 |                   |                                         |                |        |
| 20 km marche (route) | 1 h 42 min 05 s | Elvin Alberts                                                                   | 1er juillet 1995  |                                         | Windhoek       |        |
| 50 km marche (route) | |                                                                                 |                   |                                         |                |        |
| 4 × 100 m            | 39 s 22 | Équipe nationale Even Tjiviju Hitjivirue Kaanjuka Dantago Gurirab Jesse Urikhob | 15 septembre 2015 | Jeux africains                          | Brazzaville    | [ 10 ] |
| 4 × 400 m            | 3 min 07 s 83 | Équipe nationale Thasiso Auchamub Warren Goreseb Ernst Narib Mahmad Bock        | 27 avril 2019     |                                         | Gaborone       | [ 11 ] |

### Femmes
| Épreuve              | Record | Athlète                                                                                    | Date              | Compétition                      | Lieu           | Réf.   |
| -------------------- | --- | ------------------------------------------------------------------------------------------ | ----------------- | -------------------------------- | -------------- | ------ |
| 100 m                | 10 s 97 A (+1,6 m/s) | Christine Mboma                                                                            | 16 mars 2022      |                                  | Gaborone       | [ 12 ] |
| 200 m                | 21 s 78 (+0,6 m/s) (AR) | Christine Mboma                                                                            | 9 septembre 2021  | Weltklasse                       | Zurich         | [ 13 ] |
| 400 m                | 49 s 22 A | Christine Mboma                                                                            | 17 avril 2021     | Championnats de Namibie          | Windhoek       | [ 14 ] |
| 400 m                | 48 s 54 | Christine Mboma                                                                            | 30 juin 2021      | Mémorial Irena Szewinska         | Bydgoszcz      | [ 16 ] |
| 800 m                | 1 min 59 s 15 | Agnes Samaria                                                                              | 29 juillet 2002   | Jeux du Commonwealth             | Manchester     |        |
| 1 500 m              | 4 min 05 s 30 | Agnes Samaria                                                                              | 29 juillet 2008   | Herculis                         | Monaco         |        |
| 3 000 m              | 9 min 20 s 34 | Beata Naigambo                                                                             | 14 janvier 2012   |                                  | Windhoek       |        |
| 5 000 m              | 15 min 14 s 23 | Helalia Johannes                                                                           | 24 octobre 2019   | Jeux mondiaux militaires         | Wuhan          | [ 17 ] |
| 10 000 m             | 33 min 42 s 19 | Elizabeth Mongudhi                                                                         | 25 juillet 1999   |                                  | Windhoek       |        |
| 10 km                | 30 min 59 s | Helalia Johannes                                                                           | 23 juin 2019      |                                  | Durban         |        |
| Semi-marathon        | 1 h 07 min 49 s | Helalia Johannes                                                                           | 4 juin 2022       | Nelson Mandela Bay Half Marathon | Port Elizabeth | [ 18 ] |
| Marathon             | 2 h 19 min 52 s | Helalia Johannes                                                                           | 6 décembre 2020   | Marathon de Valence              | Valence        | [ 19 ] |
| 100 m haies          | 14 s 34 A (+1,2 m/s) | Steffi van Wyk                                                                             | 27 avril 2012     |                                  | Johannesburg   |        |
| 400 m haies          | 58 s 68 | Lilianne Klaasman                                                                          | 17 septembre 2015 | Jeux africains                   | Brazzaville    | [ 20 ] |
| 3 000 m steeple      | 11 min 17 s 84 | Shiivomwene Shilongo                                                                       | 28 avril 2012     |                                  | Windhoek       | [ 21 ] |
| Saut en hauteur      | 1,82 m | Orla Venter                                                                                | 30 avril 1993     |                                  | Gaborone       |        |
| Saut à la perche     | 2,30 m | Chene de Wet                                                                               | 6 avril 2013      |                                  | Windhoek       |        |
| Saut en longueur     | 6,05 m | Ronel Moolman                                                                              | 9 avril 1994      |                                  | Windhoek       |        |
| Triple saut          | 11,77 m | Jolene O'Connell                                                                           | 2 mai 2001        | Championnats régionaux           | Harare         |        |
| Lancer du poids      | 15,95 m A | Tuane Silver                                                                               | 2 août 2022       | Championnats du monde U20        | Cali           |        |
| Lancer du disque     | 49,98 m | Charlene Engelbrecht                                                                       | 21 avril 2014     |                                  | Stellenbosch   | [ 22 ] |
| Lancer du marteau    | 33,24 m | Nadine van der Merwe                                                                       | 15 juillet 1995   |                                  | Windhoek       |        |
| Lancer du javelot    | 49,41 m | Daria Smith                                                                                | 1er juin 2002     |                                  | Windhoek       |        |
| Heptathlon           | 4 844 pts | Corlia Kruger                                                                              | 24-25 avril 2015  |                                  | Stellenbosch   | [ 23 ] |
| Heptathlon           | 14 s 81 (-0,2 m/s) (100 m haies), 1,67 m (hauteur), 9,94 m (poids), 26 s 49 (-0,9 m/s) (200 m) / 5,52 m (+1,5 m/s) (longueur), 31,87 m (javelot), 2 min 32 s 67 (800 m) |                                                                                            |                   |                                  |                |        |
| 20 km marche (route) | |                                                                                            |                   |                                  |                |        |
| 4 × 100 m            | 43 s 76 | Équipe nationale junior Ndawana Haitembu Nandi Vass Beatrice Masilingi Christine Mboma     | 22 août 2021      | Championnats du monde juniors    | Nairobi        | [ 24 ] |
| 4 × 400 m            | 3 min 40 s 21 | Équipe nationale Tjipekapora Herunga Globine Mayova Mberihonga Kandovasu Lilianne Klaasman | 3 mai 2015        | Relais mondiaux de l'IAAF        | Nassau         | [ 25 ] |